# Selenicereus innesii
Selenicereus innesii ist eine Pflanzenart in der Gattung Selenicereus aus der Familie der Kakteengewächse (Cactaceae). Das Artepitheton innesii ehrt den britischen Gärtner und Sukkulentenliebhaber Clive Frederick Innes (1909–1999).

## Beschreibung
Selenicereus innesii wächst kletternd bis ausgebreitet lithophytisch mit ineinander verwobenen, glatten, glänzend grünen und weiß punktierten Trieben von 1,2 Zentimetern Durchmesser. Auf den 6 stumpfen Rippen sitzen auf höckerigen Erhebungen die mit weißer Wolle bedeckten Areolen. Aus ihnen entspringen an der Basis zwiebelförmig  verdickte, 1 bis 2 Millimeter lange Dornen. Die 1 bis 2 Mitteldornen sind gelblich braun und pfriemlich, die 3 bis 7 Randdornen sind weißlich, dünn und nadelig.
Die manchmal eingeschlechtigen, etwas rosaweißen oder cremefarbenen Blüten sind 4 bis 4,5 Zentimeter lang. Ihr Perikarpell ist mit zahlreichen Haaren und Dornen besetzt. Eine Blütenröhre fehlt praktisch. Die Früchte sind nicht beschrieben.

## Verbreitung und Systematik
Selenicereus innesii ist auf der Insel St. Vincent der Kleinen Antillen verbreitet.
Die Erstbeschreibung wurde 1982 von Myron William Kimnach veröffentlicht. Ein Synonym ist ×Aporberocereus innesii (Kimnach) Doweld (2002).
Selenicereus innesii ist vermutlich eine in Kultur entstandene Hybride.

## Nachweise